# Карри, Джордж Лоу
Джордж Лоу Карри (англ. George Law Curry, 2 июля 1820, Филадельфия, Пенсильвания, США — 28 июля 1878, Портленд, Орегон, США) — влиятельный американский политический деятель и издатель газет в регионе, который впоследствии стал штатом Орегон.
Уроженец Пенсильвании, он издавал газету в Сент-Луисе, а затем отправился по Орегонской тропе в неорганизованную Орегонскую страну. Демократ Карри служил в правительстве новой территории Орегон в качестве представителя в законодательном собрании и секретаря территории, прежде чем был назначен последним губернатором территории Орегон. Округ Карри в Южном Орегоне назван в его честь.

## Биография

### Ранняя жизнь
Карри родился в Филадельфии, штат Пенсильвания, 2 июля 1820 года в семье мистера и миссис Джордж Карри. Несмотря на то, что он получил мало формального образования, он стал начитанным и образованным благодаря самообразованию. Часть своего детства он провёл в Каракасе. В 1831 году он начал долгую карьеру в газетном бизнесе, когда устроился в Бостоне учеником печатника. Карри переехал на запад, в штат Миссури, где с 1842 по 1845 год издавал газету The Reveille в Сент-Луисе.

### Карьера
В 1846 году он эмигрировал по суше в неорганизованную Орегонскую страну и поселился в Орегон-Сити. В Орегоне Карри, имевший опыт работы в газетном бизнесе, устроился редактором в Oregon Spectator, одну из первых газет, принадлежавших Джорджу Абернети. Взгляды Абернети на то, что политика не должна касаться the Spectator, привели к тому, что Карри ушел из газеты всего через полтора года. Карри будет уверенность в том, что эта политика была цензурой, привела его к разногласиям с руководством газеты. В 1848 году он основал газету «Орегон Фри Пресс» в Орегон-Сити, конкурируя со своим бывшим работодателем, в том же году, когда была создана территория Орегон. Газета вскоре обанкротилась, так как Калифорнийская золотая лихорадка временно лишила территорию людей и рекламодателей.
На второй сессии Законодательного собрания штата Орегон, проходившей с 1850 по 1851 год, он работал главным секретарём нижней палаты — Палаты представителей. На сессии 1851–1852 годов он представлял в Палате представителей округ Клакамас. Карри затем занимал должность секретаря территории Орегон с 1853 по 1854 год, будучи первым в очереди на пост губернатора.
Дважды он исполнял обязанности губернатора территории: с 19 мая 1853 года по 2 декабря 1853 года, после возвращения исполняющего обязанности губернатора Джозефа Лейна в Конгресс, и в течение шести месяцев в 1854 году, после отставки Джона Уэсли Дэвиса. Президент США Франклин Пирс официально назначил Карри на эту должность, которую он занимал до образования штата Орегон в 1859 году. Будучи видным местным жителем, Карри пользовался гораздо большей поддержкой населения, в то время как большинство его предшественников считались чужаками с Восточного побережья. Во время войны с Якима в 1855 году губернатор Карри собрал отряд из 2500 добровольцев и повёл их в бой на стороне федеральных войск.
Орегон готовился к получению статуса штата под руководством губернатора Карри, утвердив конституцию штата и избрав Джона Уайтэйкера первым губернатором штата Орегон в 1857 году. 14 февраля 1859 года Конгресс принял законопроект о получении Орегоном статуса штата, и президент Джеймс Бьюкенен подписал его, сделав Орегон тридцать третьим штатом Союза. После этого должность Карри была упразднена.

### Более поздняя жизнь
С 1861 по 1862 год он был редактором Portland Advertiser, а в 1876 году — редактором Evening Journal в Портленде. Он также вернулся к изготовлению ювелирных изделий и поселился в Бунс-Лэндинг (ныне Уилсонвилл). Джордж Лоу Карри умер 28 июля 1878 года в возрасте 58 лет и был похоронен на кладбище Лоун-Фир в Портленде. Округ Карри в Южном Орегоне был образован в 1855 году, когда он занимал этот пост, и назван в его честь.

## Личная жизнь
В 1848 году Карри женился на Хлое Доннелли Бун, дочери паромщика Альфонсо Буна. Альфонсо управлял Бун-Ферри и был внуком Дэниела Буна. У Карри и Хлои было пятеро детей. После ухода с должности Карри предпринял попытку баллотироваться в 1860 году в Сенат США, проиграв с перевесом в один голос в законодательном ассамблеи штата.